# Druga płyta
Druga płyta – drugi album zespołu Poluzjanci, wydany przez wydawnictwo Penguin Records 11 lutego 2010. Wydany po dziesięciu latach od pierwszego albumu - Tak po prostu.
Większość utworów została nagrana w roku 2009. Miks i mastering wykonał Marcin Górny w studiu Splendor i Sława.

## Skład
Źródło:
- Przemysław Maciołek - gitary elektryczne i akustyczne
- Kuba Badach - wokale główne, chórki, instrumenty klawiszowe dodatkowe (w utworach 2, 6, 8, 12, 14), bas analogowy (w utworze 8)
- Grzegorz Jabłoński - instrumenty klawiszowe (brzmienia Fendera, Wurlitzera, fortepianu i clavinetu)
- Piotr Żaczek - gitary basowe progowe i bezprogowe
- Robert Luty - perkusja, instrumenty perkusyjne
- Marcin Górny - instrumenty klawiszowe pozostałe (Hammondy, Virus, smyki...)

### Gościnnie wystąpili
- Paulina Przybysz - wokal (utwór 6)
- Maciej Kociński - saksofon tenorowy (utwory 10, 16)
- Maciej Szwarc, Kasia Szwarc, Michał Pietrzak - oklaski

### Dodatkowo
- Jacek Antosik - rejestracja nagrań (Penguin Studio - lipiec-wrzesień 2008)
- Marcin Górny, Michał Pietrzak - dodatkowe nagrania (studio Splendor i Sława)
- Marcin Górny - miks i mastering (studio Splendor i Sława)
- Marcin Górny, Kuba Badach, Przemysław Maciołek - produkcja muzyczna albumu
- Janusz Onufrowicz - opieka parahiperastrometamendalna[4]

## Lista utworów
| 1.  | Doskonale                                                    | 4:35    |
|     | muz. Kuba Badach, sł. Janusz Onufrowicz                      |         |
| 2.  | Karmel                                                       | 5:52    |
|     | muz. Kuba Badach, sł. Janusz Onufrowicz                      |         |
| 3.  | Prosta piosenka                                              | 3:43    |
|     | muz. Kuba Badach, Przemysław Maciołek, sł. Janusz Onufrowicz |         |
| 4.  | Za darmo                                                     | 3:45    |
|     | muz. Kuba Badach, Bernard Maseli, sł. Janusz Onufrowicz      |         |
| 5.  | Round & Round                                                | 5:10    |
|     | muz. Kuba Badach, sł. John Porter                            |         |
| 6.  | Po co ci to?                                                 | 3:45    |
|     | muz. Kuba Badach, sł. Janusz Onufrowicz                      |         |
| 7.  | Zwariuj                                                      | 3:33    |
|     | muz. Kuba Badach, sł. Janusz Onufrowicz                      |         |
| 8.  | Plastik                                                      | 3:26    |
|     | muz. Kuba Badach, sł. Janusz Onufrowicz                      |         |
| 9.  | On i ona                                                     | 5:25    |
|     | muz. Kuba Badach, Przemysław Maciołek, sł. Janusz Onufrowicz |         |
| 10. | Najpiękniejsi                                                | 4:41    |
|     | muz. Kuba Badach, sł. Janusz Onufrowicz                      |         |
| 11. | O Tobie                                                      | 5:08    |
|     | muz. Kuba Badach, sł. Janusz Onufrowicz                      |         |
| 12. | Przez całą noc                                               | 3:14    |
|     | muz. Kuba Badach, sł. Janusz Onufrowicz                      |         |
| 13. | Bonus: Ona czyli ja                                          | 3:59    |
|     | muz. Kuba Badach, sł. Janusz Onufrowicz                      |         |
| 14. | Bonus: Tralala 300                                           | 5:40    |
|     | muz. Kuba Badach, sł. Anna Natalicz, Robert Amirian          |         |
| 15. | Bonus: Znikło miasto                                         | 4:24    |
|     | muz. Jerzy Harald, sł. Jarosław Ławrynowicz                  |         |
| 16. | Bonus: Po co ci to? Outro                                    | 1:28    |
|     | muz. Kuba Badach                                             |         |
|     |                                                              | 1:07:48 |
|     |                                                              |         |

## Sprzedaż
| Lista | Kraj   | Pozycja |
| ----- | ------ | ------- |
| OLiS  | Polska | 5       |